# Otto Kahler (Mediziner, 1849)

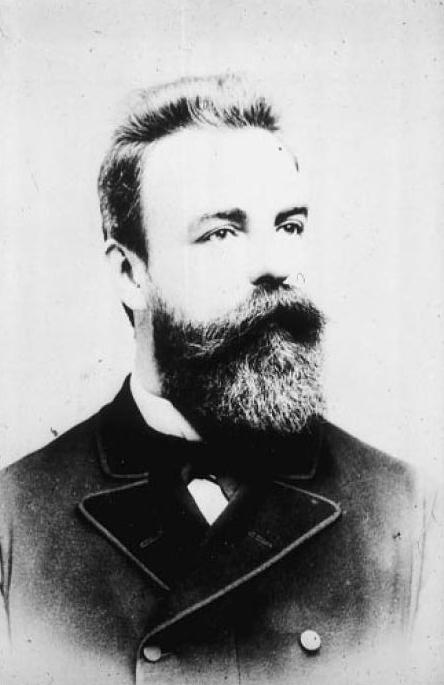
Otto Kahler um 1880

Otto Kahler (* 8. Januar 1849 in Prag, Kaisertum Österreich; † 24. Jänner 1893 in Wien, Österreich-Ungarn) war ein österreichischer Arzt.

## Leben und Werk
Er studierte in seiner Heimatstadt an der Karl-Ferdinands-Universität und erwarb 1871 dort den Doktorgrad. Nach der Teilung der Hochschule 1882 in eine deutsche und eine tschechische Universität lehrte und forschte er weiter an der deutschsprachigen Universität. 1882 wurde er zum außerordentlichen Professor ernannt und 1886 zum Ordinarius und Direktor der 2. Medizinischen Klinik. 1889 wurde er als Nachfolger von Heinrich von Bamberger Ordinarius für spezielle Pathologie an der Universität Wien. 1890 erkrankte er an einem Zungenkarzinom, an dem er 1893 verstarb.
 Kahler ist vor allem durch seine Beschreibung des Multiplen Myeloms bzw. Plasmozytoms bekannt geworden. Die Erkrankung trägt daher auch den heute selten verwendeten Namen „Morbus Kahler“. Er gilt außerdem als Erstbeschreiber der Syringomyelie.
Im Jahr 1954 wurde in Wien-Donaustadt (22. Bezirk) die Kahlergasse nach ihm benannt.
Der Oto-Rhino-Laryngologe Otto Kahler war sein Sohn.

## Schriften
- Beiträge zur Pathologie und zur pathologischen Anatomie des Zentralnervensystems. (zusammen mit Arnold Pick) C.L. Hirschfeld, Leipzig 1879
- Über die Diagnostik der Syringomyelie. (Erstbeschreibung) Prager Med. Wschr. Vol. 13 (1888), p. 45 u. 63
- Multiples Myelom. Wiener Med. Wochenblatt 1888, p. 67